# Edward Hallett Carr
Edward Hallett Carr CBE (* 28. Juni 1892 in London; † 3. November 1982 ebenda, meist E. H. Carr genannt) war ein britischer Historiker, Diplomat und Politologe. Er ist für sein Werk Was ist Geschichte? sowie als Mitbegründer des Realismus in den Internationalen Beziehungen bekannt.

## Leben
Nach seiner schulischen Ausbildung an der Merchant Taylors‘ School in London absolvierte er sein Studium der Klassischen Altertumswissenschaften am Trinity College der University of Cambridge. Dem Schlachtfeld des Ersten Weltkriegs entkam Carr aufgrund eines durch Krankheit geschwächten Herzens; stattdessen rekrutierte man ihn für den diplomatischen Dienst. Nach entsprechender Ausbildung trat er 1916 seinen Dienst im britischen Außenministerium an: Als Verantwortlicher für den Güterverkehr während des Krieges über Schweden nach Russland kam Carr erstmals in Kontakt mit Russland und der Russischen Revolution – einem seiner späteren wissenschaftlichen Steckenpferde.
Er betrat 1919 als Mitglied der britischen Delegation bei den Pariser Friedensverhandlungen die Bühne der großen Politik und schrieb später verbittert zu seiner Funktion als Russlandexperte der Friedenskonferenz: „Nothing that I did or wrote had any importance at all“. Er war in der Zwischenkriegszeit bis 1936 weiterhin im Außenministerium tätig, trat dann vom diplomatischen Dienst zurück und wurde 1936 an das University College of Wales in Aberystwyth als Professor für Internationale Politik berufen. Hier erlebte Carr die zweite weltgeschichtliche Katastrophe seines Lebens, den Ausbruch des Zweiten Weltkriegs im Jahr 1939. Er wurde zunächst in das britische Informationsministerium versetzt und arbeitete von 1941 bis 1946 für die Times, für die er bereits zuvor gelegentlich tätig gewesen war. 
Seine wissenschaftliche Laufbahn nahm Carr dann zwischen 1953 und 1955 am Balliol College der University of Oxford wieder auf; 1966 wurde er zu dessen Ehrenmitglied ernannt. Ab 1955 lehrte er als Professor für Geschichte am Trinity College in Cambridge. 1956 wurde er Mitglied (Fellow) der British Academy. 1967 wurde Carr in die American Philosophical Society und 1970 in die American Academy of Arts and Sciences gewählt. 1982 starb Edward Hallett Carr im Alter von 90 Jahren.
Carrs wissenschaftlicher Arbeitsschwerpunkt war zeit seines Lebens die russische Geschichte und Politik des 19. und 20. Jahrhunderts, besonders die Russische Revolution. Sie gab ihm – nach eigenen Aussagen – einen Sinn für Geschichte, den er nie wieder verlor. Während er sich der Thematik in jungen Jahren als Biograph, unter anderem von Dostojewski und Karl Marx, annäherte, wurde insbesondere sein opus magnum zum Standardwerk. Seine 1944 begonnene und im Jahr 1977 durch den vierzehnten Band beendete Reihe A History of Soviet Russia machte ihn zum „first genuine historian of the Soviet Regime“. 
Mit seiner Studie The Twenty Years‘ Crisis, in der er die Internationalen Beziehungen zwischen 1919 und 1939 analysierte, lieferte Carr eine der bis heute (2002) grundlegenden Studien in der Erforschung Internationaler Beziehungen. Darüber hinaus beschäftigte er sich stets kritisch mit der Geschichtswissenschaft im Allgemeinen und den Sichtweisen seiner Kollegen im Speziellen – ein weiterer Schwerpunkt seiner wissenschaftlichen Arbeiten. 
Die seinem 1961 erschienenen Werk Was ist Geschichte? zugrundeliegende Vorlesungsreihe wurde sehr kontrovers rezipiert.
Johan Schloemann schrieb 2010 in der SZ: 
Ein Historiker, den man wohl als [...] einen Stalinisten ansehen kann oder wenigstens als einen vehementen Verharmloser stalinistischer Politik, konnte sogar während des Zweiten Weltkriegs Leitartikel in der konservativen Londoner Times schreiben, nämlich der Historiker E.H. Carr [...] . Der Mann konnte im englischen Establishment zum nicht unumstrittenen, aber angesehenen Professor und Publizisten avancieren und zugleich in [seinem vierzehnbändigen Werk "History of Soviet Russia"] die Mordtaten unter Lenin und Stalin als bloße "Beschlüsse" oder "Reformen" beschönigen.

## Schriften (Auswahl)
- Dostoevsky (1821–1881). A New Biography. Houghton Mifflin, New York 1931.
- The Romantic Exiles. A Nineteenth Century Portrait Gallery. Victor Gollancz, London 1933.
- Karl Marx. A Study in Fanaticism. Dent, London 1934.
- Michael Bakunin. Macmillan, London 1937.
- International Relations Since the Peace Treaties. Macmillan, London 1937.
- The Twenty Years’ Crisis, 1919–1939. An Introduction to the Study of International Relations. Macmillan, London 1939; Neuausgabe 1946.
- Britain. A Study of Foreign Policy from the Versailles Treaty to the Outbreak of War. Longmans, Green & Co., London/New York 1939.
- Conditions of Peace. Macmillan, London 1942.
- Nationalism and After. Macmillan, London 1945.
- The Soviet Impact on the Western World. 1946.
- A History of Soviet Russia. Macmillan, London 1950–1978. Insgesamt 14 Bände: The Bolshevik Revolution (3 Bände), The Interregnum (1 Band), Socialism in One Country (5 Bände), and The Foundations of a Planned Economy (5 Bände).
- The New Society. Macmillan, London 1951.
- German-Soviet Relations Between the Two World Wars, 1919–1939. Geoffrey Cumberlege, London 1952.
- What Is History? 1961. Neuausgabe hrsg. von R.W. Davies, Penguin, Harmondsworth 1986.
- 1917 Before and After. Macmillan, London 1969. Amerikanische Ausgabe: The October Revolution Before and After. Knopf, New York 1969.
- The Russian Revolution. From Lenin to Stalin (1917–1929). Macmillan, London 1979.
- From Napoleon to Stalin and Other Essays. St. Martin’s Press, New York 1980.
- The Twilight of the Comintern, 1930–1935. Macmillan, London 1982.
- The Comintern and the Spanish Civil War. 1984.

### Ins Deutsche übersetzte Werke (Auswahl)
- Die neue Gesellschaft. Aspekte der Massendemokratie (aus dem Engl. übers. von Klaus Figge und Waltraud Stein). Frankfurt a. M. 1968.
- Die Russische Revolution. Lenin und Stalin 1917–1929 (aus dem Engl. von Friedrich W. Gutbrod). Stuttgart 1980, ISBN 978-3-17-005752-4.
- Was ist Geschichte? (aus dem Engl. übers. v. Siglinde Summerer und Gerda Kurz). 6. Auflage, Stuttgart 1981.
- Romantiker der Revolution. Ein russischer Familienroman aus dem 19. Jahrhundert (aus dem Engl. von Reinhard Kaiser). Frankfurt a. M. 2004, Reihe Die Andere Bibliothek.